# Rozhledna Boiika
Rozhledna Boiika (název podle jména keltského kmene Bójů) se nachází pod vrchem Planina nedaleko města Nasavrky. Je součástí tzv. Keltské stezky Železnými horami nedaleko Českých Lhotic (u kterých leží pozůstatky dávného keltského oppida). Pro veřejnost byla rozhledna otevřena 20. května roku 2006 a je tak jednou z nejmladších rozhleden Pardubického kraje. Je vysoká 14,5 metru, její vyhlídková platforma se přitom nachází 11 metrů nad zemí.

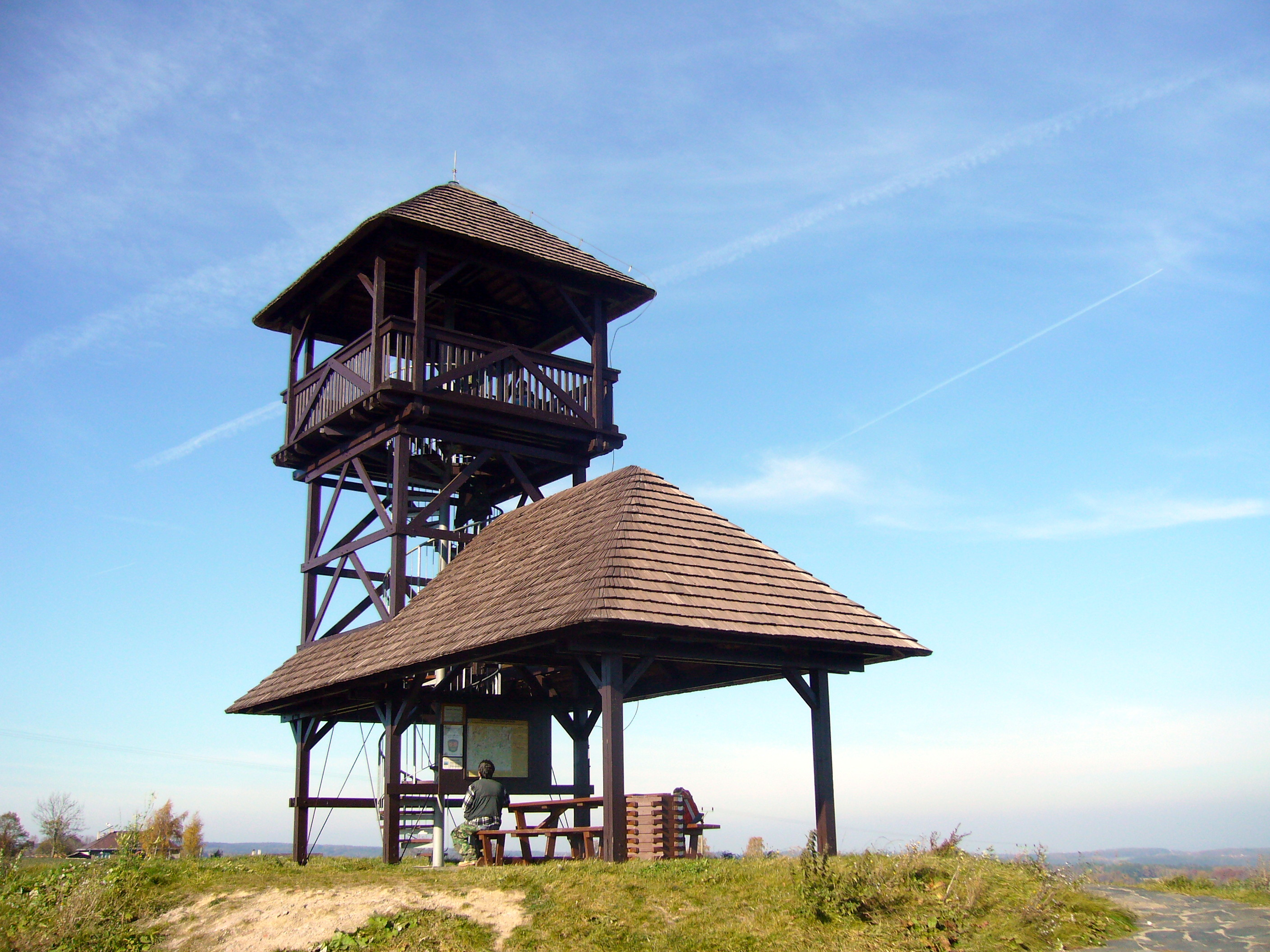
Fotka rozhledny

## Výhled
Pozorovat z ní lze například hřbet Železných hor, dále pak Chrudimsko, Polabí v okolí Pardubic a Hradec Králové. Při velmi dobré viditelnosti lze spatřit Jeseníky, Krkonoše a Orlické hory.